# Unité urbaine de la Ferté-sous-Jouarre
L'unité urbaine de la Ferté-sous-Jouarre est une unité urbaine française centrée sur la commune de La Ferté-sous-Jouarre, dans le département français de Seine-et-Marne en Île-de-France.

## Données générales
Dans le zonage réalisé par l'Insee en 2010, l'unité urbaine était composée de quatre communes.
Dans le nouveau zonage réalisé en 2020, elle n'est composée que de trois communes, la commune de Jouarre constituant une unité urbaine distincte.
En 2022, avec 12 243 habitants, elle représente la 14e unité urbaine du département de Seine-et-Marne.
En 2019, sa densité de population s'élève à 391 hab/km2. Par sa superficie, elle ne représente que 0,51 % du territoire départemental et, par sa population, elle regroupe 0,83 % de la population du département de Seine-et-Marne.

## Composition de l'unité urbaine en 2020
Elle est composée des trois communes suivantes :
| Nom                                  | Code Insee | Département    | Statut       | Superficie (km2) | Population (dernière pop. légale) | Densité (hab./km2) | Modifier                                    |
| ------------------------------------ | ---------- | -------------- | ------------ | ---------------- | --------------------------------- | ------------------ | ------------------------------------------- |
| La Ferté-sous-Jouarre (ville-centre) | 77183      | Seine-et-Marne | ville-centre | 10,06            | 10 004 (2022)                     | 994                | modifier les données · modifier les données |
| Chamigny                             | 77078      | Seine-et-Marne | banlieue     | 14,22            | 1 431 (2022)                      | 101                | modifier les données · modifier les données |
| Reuil-en-Brie                        | 77388      | Seine-et-Marne | banlieue     | 5,92             | 808 (2022)                        | 136                | modifier les données · modifier les données |

## Évolution démographique
| 1968  | 1975  | 1982  | 1990  | 1999   | 2008   | 2013   | 2019   |
| ----- | ----- | ----- | ----- | ------ | ------ | ------ | ------ |
| 7 085 | 8 019 | 8 513 | 9 981 | 10 548 | 11 171 | 11 709 | 11 798 |

#### Données générales
- Unité urbaine
- Aire d'attraction d'une ville
- Aire urbaine (France)
- Liste des unités urbaines de France

#### Données démographiques en rapport avec l'unité urbaine de la Ferté-sous-Jouarre
- Aire d'attraction de Paris
- Arrondissement de Meaux

#### Données démographiques en rapport avec la Seine-et-Marne
- Démographie de Seine-et-Marne